# 太阳系的形成与演化

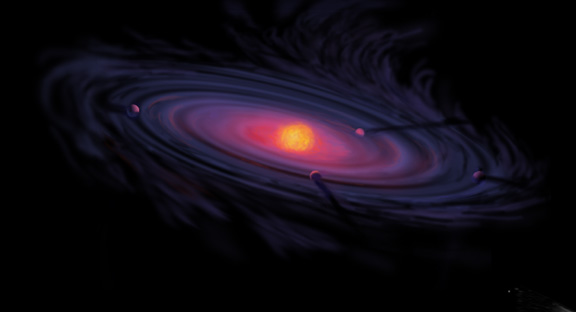
一个原行星盘的艺术想象图

太陽系的形成和演化始於46億年前一片巨大分子云中一小塊的引力坍缩。大多坍缩的质量集中在中心，形成了太阳，其余部分摊平並形成了一个原行星盤，继而形成了行星、卫星、陨星和其他小型的太阳系天体系统。这被稱為星云假说的广泛接受模型，最早是由18世纪的伊曼纽·斯威登堡、伊曼努尔·康德和拉普拉斯侯爵皮耶-西蒙提出。其随后的发展與天文学、物理学、地质学和行星学等多种科学领域相互交织。自1950年代太空时代降臨，以及1990年代太阳系外行星的发现，此模型在解释新发现的过程中受到挑战又被進一步完善化。从形成開始至今，太阳系经历了相當大的變化。有很多卫星由环绕其母星气体與尘埃组成的星盘中形成，其他的卫星据信是俘获而来，或者来自于巨大的碰撞（地球的卫星月球属此情况）。天体间的碰撞至今都持续发生，並為太阳系演化的中心。行星的位置经常遷移，某些行星间已經彼此易位。这种行星迁移现在被认为对太阳系早期演化起負擔起绝大部分的作用。就如同太阳和行星的出生一样，它们最终将灭亡。
大约50亿年后，太阳会冷却並向外膨胀超过现在的直径很多倍（成为一个红巨星），抛去它的外层成为行星狀星云，並留下被称为白矮星的恒星残骸。在遥远的未来，太阳的环绕行星会逐渐被经过的恒星的重力卷走。它们中的一些会被毁掉，另一些则会被抛向星际间的太空。最终，数万亿年之后，太阳终将会孤独终老，不再有其它天体在太阳系轨道上。

## 历史

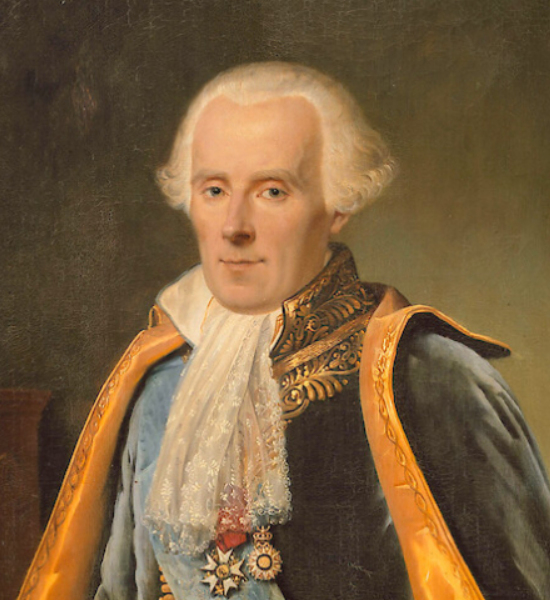
皮埃尔-西蒙·拉普拉斯，星云假说的发起者之一

有關世界起源和命运的思想可以追溯到已知最早的文字记载；然而，在那大部分的時代裡沒有人试图把这样的理论與“太阳系”的存在联系起来，原因很簡單，因為當時時人一般不相信我们现在了解的太阳系是存在的。迈向太阳系演化形成理论的第一步是对日心说的广泛认同，該模型把太阳放在系统的中心，把地球放在环绕其的轨道上。这一理论孕育了数千年，但直到17世纪末才广泛被接受。第一次有记载的“太阳系”术语的使用是在1704年。
现今太阳系形成的标准理论：星云假说，从其在18世纪被伊曼纽·斯威登堡、伊曼努尔·康德、和皮埃尔-西蒙·拉普拉斯提出之日起就屡经采纳和摒弃。对该假说重大的批评是它很明显无法解释太阳相对其行星而言缺少角动量。然而，自从1980年代早期对新恒星的研究显示，正如星云假想预测的那样，它们被冷的气体和灰尘的盘环绕着，才导致这一假想的重新被接受。
要了解太阳将如何继续演化需要对它的能量之源有所認知。亚瑟·爱丁顿对爱因斯坦的相对论的确认导致他认识到太阳的能量来自于它核心的核聚变。1935年，爱丁顿进一步提议其他元素也有可能是在恒星中形成。 弗雷德·霍伊尔 进一步详尽阐释这一假设，认为演化成为的红巨星的恆星会在其核心产生很多比氢和氦重的元素。当红巨星最终抛掉它的外层時，这些元素将被回收以形成其它恆星。

## 形成

### 前太阳星云
星云假说主张太阳系从一巨大的有几光年跨度的分子云的碎片重力塌陷的过程中形成。几十年前，传统观点還是认为太阳是在相对孤立中形成的，但对古陨石的研究发现短暂的同位素（如铁-60）的踪迹，該元素只能在爆炸及寿命较短的恒星中形成。这显示在太阳形成的过程中附近发生了若干次超新星爆发。其中一颗超新星的冲击波可能在分子云中造成了超密度区域，导致了这个区域塌陷，从而触发了太阳的形成。因为只有大质量、短寿恒星才会产生超新星爆发，太阳一定是在一个产生了大质量恒星的一个大恒星诞生区域里（可能类似于猎户座大星云)形成。

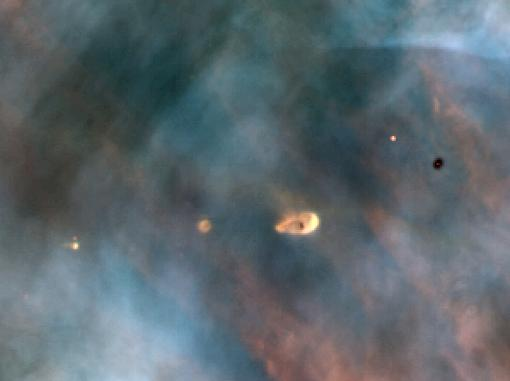
哈勃太空望远镜拍摄的猎户座大星云，一个宽约20光年的“恒星摇篮”，可能近似于太阳形成之前的前太阳星云

这些被稱為“前太阳星云”的塌陷气体区域中的一部分将形成太阳系。这一区域直径在7000到20,000天文单位（AU）其質量刚好超过太阳。它的组成跟今天的太阳差不多。由太初核合成产生的元素氢、氦、和少量的锂組成了塌陷星云质量的98%。剩下的2%质量由在前代恒星核合成中产生的金属重元素组成。在这些恒星的晚年它们把这些重元素抛射成为星际物质。
因为角动量守恒，星云塌陷时转动加快。随着星云濃縮，其中的原子相互碰撞频率增高，把它们的动能转化成热能。其质量集中的中心越来越比周边环绕的盘热。大约经过100,000年，在引力、气体压力、磁场力和转动惯量的相互竞争下，收缩的星云扁平化成了一个直径约200AU的原行星盘，並在中心形成一個热致密的原恒星（内部氢聚变尚未开始的恒星）。
太阳发展到了这一演化點时，已被认为是一颗金牛T星類型的恆星。对金牛T星的研究表明它们常伴以0.001－0.1太阳质量的前行星物质组成的盘。这些盘伸展达几百AU——哈勃太空望远镜已经观察过在恒星形成区（如猎户座大星云）直径达1000AU的原星盘——並且相当冷，最热只能达到一千开尔文。
在五千万年内，太阳核心的温度和压力变大，大到氢开始聚变，产生内部能源抗拒重力收缩的力直到达至静力平衡。这意味着太阳成为了主序星，这是它生命中的一个主要阶段。主序星从它们核心的氢聚变为氦的过程中产生能量。太阳至今还是一颗主序星。

### 行星的形成
太陽系裡諸多行星均被認為成形於“太阳星云”，而太阳星云是太阳形成中剩下的气体和尘埃形成的圆盘状云。目前被接受的行星形成假说称为吸积，在這裡行星从绕原恒星的轨道上的尘埃颗粒开始形成。通过直接收缩，这些颗粒形成一到十公里直径的块状物, 然后它们互相碰撞形成更大的尺寸约5公里的天體（微行星）。透過进一步相撞逐渐加大它们的尺寸, 在接下来的几百万年中大约每年增加几厘米。
內太陽系（距中心直徑4天文單位以內的區域）過於溫暖以至于易挥发的如水和甲烷分子难以聚集，所以那里形成的微行星只能由高熔点的物质形成，如铁、镍、铝和石状硅酸盐。这些石质天体会成为类地行星（水星、金星和火星）。这些物质在宇宙中很稀少，大约只占星云质量的0.6%，所以类地行星不会长得太大。类地行星胚胎在太阳形成100,000年后长到0.05地球质量，然后就停止聚集质量；随后的这些行星大小的天体间的相互撞击与合并使它们这些类地行星长到它们今天的大小（见下面的类地行星）。类地行星的成分是太阳核心成分的重要参考。
类木行星（木星、土星、天王星和海王星）形成于更远的冻结线之外，在介於火星和木星軌道之间的物质冷到足以使易挥发的冰状化合物保持固态。类木行星上的冰比类地行星上的金属和硅酸盐更丰富，使得类木行星的质量长得足够大到可以俘获氢和氦这些最轻和最丰富的元素。冻结线以外的微行星在3百万年间聚集了4倍地球的质量。今天，這四个类木行星在所有环绕太阳的天体质量中所占的比例可达99%。理论学者认为木星处于刚好在冻结线之外的地方并不是偶然的。因为冻结线聚集了大量由向内降落的冰状物质蒸发而来的水，其形成了一个低压区，加速了轨道上环绕的尘埃颗粒的速度阻止了它们向太阳落去的运动。在效果上，冻结线起到了一个壁垒的作用，导致物质在距离太阳约5天文單位处迅速聚集。这些过多的物质聚集成一个大约有10个地球质量的胚胎，然后开始通过吞噬周围星盘的氢而迅速增长，只用了1000年就达到150倍地球质量并最终达到318倍地球质量。土星质量显著地小可能是因为它比木星晚了几百万年形成，当时所能使用的气体少了。
像年轻的太阳这样的金牛T星擁有远比老恒星更稳定、更强烈的星风。天王星和海王星据信是在木星和土星之后，在太阳风把星盘物质大部分吹走之后形成。结果导致这两个行星上聚集的氢和氦很少，各自不超過一倍地球质量。天王星和海王星有时被引述为失败的核。對这些行星來說形成理论的主要问题是它们的形成时间。在它们目前的位置，它们的核需要数亿年的时间聚集。这意味着天王星和海王星可能是在更靠近太阳的地方形成的——位於接近甚至介於木星和土星之间——后来才向外迁移。（见下面的行星迁移）。在微行星的時代，行星运动並不全是向内朝向太阳；從维尔特二号上取回的星尘样本表明太阳系早期形成的物质从温暖的太阳系内部向柯伊伯带区域迁移。
太阳的引力会持续吸收不能保持轨道的流星和气体，所以太阳在吹出太阳风的同时，也在持续的吸收宇宙中漂浮的各种元素。有些元素会坠入太阳的核心，较轻的元素会被太阳风吹出，这些较轻元素有机会被小行星或者行星接收。
有理论认为过了三百万到一千万年，年轻太阳的太阳风会清净原星盘内所有的气体和尘埃，把它们吹向星际空间，从而结束行星的生长，但是目前不能证明前方宇宙是空无一物的，合理的认为在太阳系绕银河系运作的轨道前方，有许多物质等待太阳系接收，而太阳系快速绕行银河系的同时也同时向宇宙逸散一些物质，构成星系与星系之间物质的传播。

## 后续的演化
行星原先被认为是在我们今天看到的它们的轨道内或附近形成的。但这一观点在20世纪晚期和21世纪初期发生了巨变。现在认为太阳系在最初形成之后看上去跟现在很不一样：在内太阳系有几个至少跟金星一样大的天体，外太阳系也比现在紧密，柯伊伯带离太阳要近得多。

### 类地行星
类地行星的成分被学者认为与太阳核心的成分存在高度相关性，行星形成时代结束后内太阳系有50－100个月球到火星大小的行星胚胎。进一步的生长可能只是由于这些天体的相互碰撞和合并，这一过程持续了大约1亿年。这些天体互相产生重力作用，互相拖动对方的轨道直到它们相撞，长得更大，直到最后我们今天所知的4个类地行星初具雏形。其中的一个这样的巨大碰撞据信导致了月球的形成（见下文卫星）, 另外一次剥去了早期水星的外壳。 
此模型未解决的问题是它不能解释这些原类地行星的初始轨道——得要相当的偏心圆形才能相撞——是如何形成今天这样相当稳定且接近圆形的轨道的。此“偏圆去除”的假说之一认为在气体盘中形成的类地行星尚未被太阳驱离。这些残余气体的“重力拖拉”终将降低行星的能量，平滑化它们的轨道。不過，如果存在这样的气体，一开始它就会防止类地行星的轨道变得如此偏圆。另一个假说认为重力拖拉不是发生在行星和气体之间，而是发生在行星和余留的小天体之间。当大的天体行经小天体群时，小天体受到大天体的引力吸引，在大天体的路径形成了一个高密度区，一个“引力唤醒”，由此降低了大天体使其进入一个更正规的轨道。

### 小行星带
小行星带位於类地行星区外围边缘，离太阳2到4个AU。小行星带开始有多于足以形成超過2到3个地球一样的行星的物質，并且實際上，有很多微行星在那裡形成。如同类地行星，这一区域的微行星后来合并形成20到30个月亮到火星大小的行星胚胎；但是因为在木星附近，意味着太阳形成3百万年後这一区域的历史发生了巨大变化。木星和土星的轨道共振对小行星带特别强烈，并且与更多的大质量的行星胚胎的引力交互作用使更多的微行星散布到这些共振中，造成它們在與其他天体碰撞後被撕碎，而不是凝結聚合下去。随着木星在形成後的向內迁移（見下文行星迁移），共振将横扫整個小行星带，动态地激发這一区域的天体数量，並加大它们之间的相对速度。共振和行星胚胎的累加作用要么使微行星脱离小行星带，要么激发它们的轨道倾角和偏心率变化。某些大质量的行星胚胎也被木星抛出，而其它的可能迁移到了内太阳系里，并在类地行星的最终聚集中发挥了作用。 在这个初始消竭时期，大行星和行星胚胎的作用下在小行星带剩下的主要由微行星组成的总质量不到地球的1%。这仍是目前在主带的质量的10到20倍，约1/2000地球质量。第二消竭阶段据信是当木星和土星进入临时2:1轨道共振时发生，使小行星带的质量下降接近至目前规模（见下文） 。
内太阳系的巨大撞击期可能对地球从小行星带获取其目前的水成分（ ~6×1021 公斤）起到了一定的作用。水太易挥发，不会在地球的形成时期就存在，一定是其后从太阳系外部较冷的地方送来的。水可能是由被木星甩离小行星带的行星胚胎和小的微行星带过来的。2006年发现的一些主带彗星也被认为可能是地球的水的来源之一。 在相比之下，从柯伊伯带或更远的区域的彗星带来的不过约6%地球的水。 胚种论假说认为，生命本身可能是通过这种方式播撒到地球上，虽然这种想法不被广泛接受。

### 行星迁移
根据星云假说，外层的两个行星处于“错误位置”（關於天王星 和海王星錯誤位置可參見尼斯模型），至於木星 土星 小行星可看木星大航向模型（Grand Tack） 。天王星和海王星所处的区域的太阳星云的低密度和它们的更长的轨道周期时间使它们的形成看似非常不合理。这两个行星被认为形成于有更多物质的木星和土星的轨道附近，但后来历经几亿年迁移到了它们今天所处的位置。

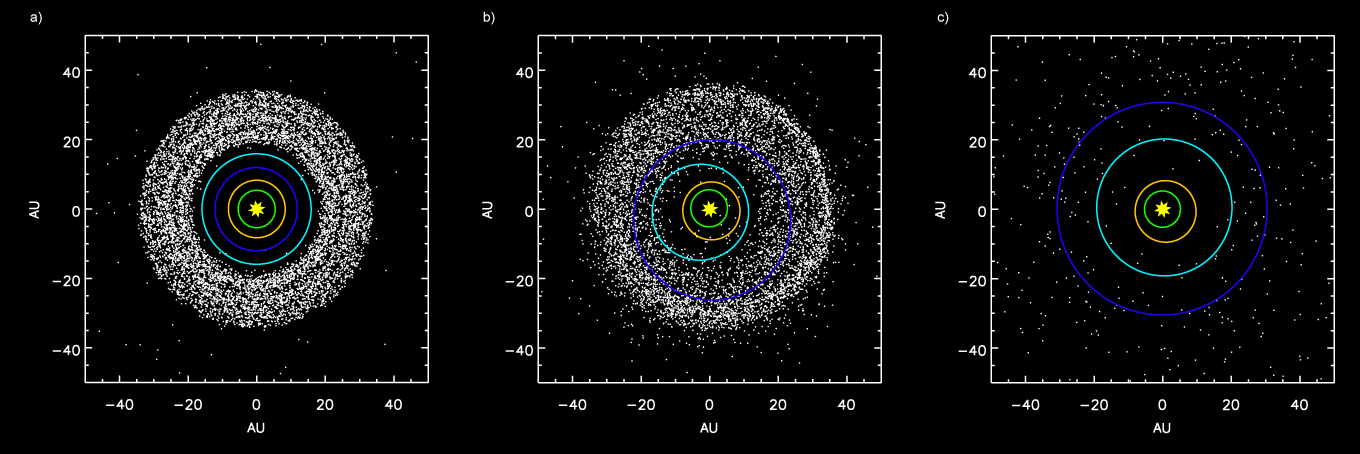
模拟显示外层行星和柯伊伯带：
a) 在木星/土星2:1共振前
b)海王星轨道变动后柯伊伯带天体散布到内太阳系
c)木星抛射柯伊伯带天体之后

外层行星的迁移对于解释太阳系最外围区域的存在和特性也是必要的。
海王星之外，太阳系延伸到柯伊伯带、黄道离散天体和奥尔特云，这三个稀疏的小冰状天体群落被认为是绝大多数被观测到的彗星的起源地。以它们离太阳的距离，在太阳星云散离前聚集的速度太慢以至于不足以形成行星，所以最开始的星盘缺乏足够的物质密度来形成行星。柯伊伯带处于距离太阳30到55AU的地方，更远的黄道离散天体延展到100AU，而遥远的奥尔特云起始于大约50,000AU的地方。但起初，柯伊伯带离太阳近得多也致密得多，外围边缘离太阳大约30AU。它的内部边缘刚好在天王星和海王星的轨道外，天王星和海王星的轨道在形成的时候离太阳要近得多（可能15-20AU），并且位置相反，天王星离太阳要比海王星更远。 
太阳系形成之后，巨大行星的轨道持续缓慢变化，主要是受到它们与剩下的大量的微行星之间的相互作用的影响。过了5亿到6亿年（大约40亿年前）木星和土星进入2：1共振；土星每当木星环绕太阳两周才环绕太阳一周。这一共振对外围行星造成了重力推力，从而让海王星越过天王星的轨道，“耕”入古柯伊伯带。这些行星群把大部分小冰状天体向内部散播，同時它们自己却向外移动。这些微行星继而以类似的方式驱散它们遇到的下一颗行星，把行星的轨道向外移动，它们自己向内移动。这一过程持续到微行星与木星相互作用，木星的强大引力使它们轨道变得高度椭圆，甚至把它们径直抛出太阳系。这使得木星略微向内移动。这些被木星驱散进入高度椭圆轨道的天体形成了奥尔特云；那些被迁移中的海王星驱散程度较轻的天体形成了现在的柯伊伯带和黄道离散天体。此情形可解释现今柯伊伯带和黄道离散天体的低密度。这些被驱散的天体，包括冥王星，开始被海王星重力束缚，被拉入轨道共振。最终，在微行星盘里的摩擦力使得天王星和海王星的轨道又变圆了。 
与外围行星比，内部行星在太阳系的历史中并未发生显著的迁移，因为它们的轨道在大撞击期保持了稳定。

### 后期重轰炸和其后
外围行星的迁移带来的重力干扰会把大量小行星送到内太阳系，严重地耗竭原地带，直到它降到今天的特别低的质量水平。该事件可能触发了大约40亿年前、太阳系形成5到6亿年后的后期重轰炸。这一时期的重轰炸持续了几亿年，太阳系内的地质残体如水星和月球上明显存在的陨坑就是证明。地球生命最早的证据可以早到38亿年前，几乎是紧接着后期重创的结束。

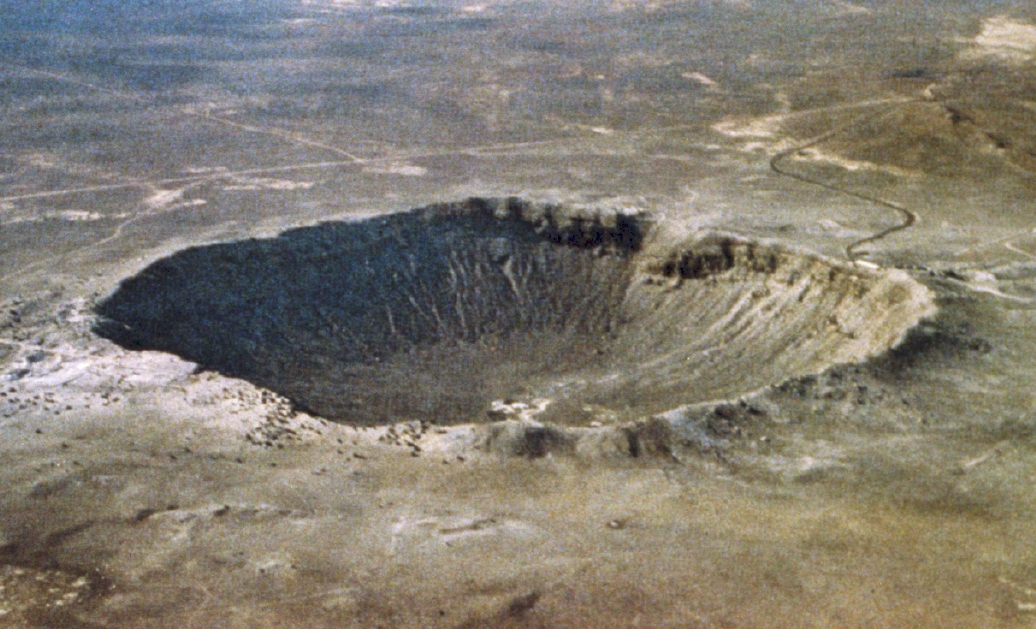
亚利桑那州的巴林杰陨石坑。5万年前一个直径只有50米的陨星撞击而成，是太阳系聚集仍未结束的突出醒证。

天文學家們相信陨石撞击是太阳系演化的常规部分（如果说现在不是很频繁的话）。隕石撞擊持續發生的證明有1994年的苏梅克-列维9号彗星撞击木星以及亞利桑那州的巴林傑隕石坑。因此，行星聚合的過程还没有结束，還可能会对地球上的生命造成威胁。
外太阳系的演化可能曾受附近超新星和途经的星际云影响。太阳系外围天体的表面可能经历过由太阳风、微陨星和星际物质的中性成分带来的太空风化。
后期重轰炸后，小行星带的演化主要依靠碰撞进行。大质量的天体有足够的重力留住任何强烈撞击溅出的物质，但小行星带却通常不是这样。其結果就是，許多較大的天体在碰撞中会分裂，而不太激烈的碰撞产生的残余物有时又会合并形成新的天体。有些小行星现在周围的卫星的形成，只能以物质从母天体飞出但没有足够能量完全逃脱它的重力因而聚集而成来解释。

## 卫星
卫星存在于多数行星和其他太阳系天体周围。这些天然卫星有三个可能的来源机制：
- 从绕行星的星盘（只在大型气体行星的情况下）同时生成
- 从撞击的残骸形成（如果有浅角度下足够大的撞击）
- 捕获经过的天体

木星和土星有几个大型卫星，如木卫一伊俄、木卫二欧罗巴、木卫三盖尼米德和土卫六泰坦，它们来源于环绕这两个行星的星盘，形成的方式大概与这两个行星从环绕太阳的星盘中形成的方式相同。这些卫星的巨大尺寸和它们位于行星的切近揭示了它們的來源，俘获方式是不可能具有这些特性的，而其气态特性又意味着它们不可能从撞击残骸中形成。大型气体行星的外围卫星一般偏小偏心且有任意倾角的轨道，这些都是俘获天体预期会有的特性。大部分这样的卫星沿其主星自转的相反方向绕行。最大的不规则卫星是海王星的卫星海卫一特里顿，它被认为是俘获来的柯伊伯带天体。
太阳系固态天体的卫星来自碰撞和俘获。火星的两个小卫星火卫一佛波斯和火卫二戴摩斯被认为是俘获来的小行星，而月球被认为是形成于一次单独的巨大的斜撞。進行撞击的天体估計可能有接近火星一样的质量，碰撞大约发生在大撞击结束的时期。碰撞把撞击天体的一些幔层撞到了轨道上，聚成了月球。該次撞击可能是形成地球的一系列合并的最后一次。過去曾进一步地推测约火星大小的天体曾形成于地球-太阳拉格朗日点中稳定的一处（L4或L5），而后漂离了它所处的位置。冥王星的卫星卡戎可能也是通过大撞击形成的；冥王星-卡戎和地-月系统是太阳系里仅有“卫星至少佔較大天体质量的1%”中的两例。

## 未来
天文学家预测，我们今天所知道的太阳系在它内核所有的氢聚变成氦，也就是在恒星演化的赫罗图上从主序星过渡到红巨星前不会发生剧烈变化。即便如此，到那时太阳系仍然会继续演化。

### 长期稳定性
隨着行星軌道長期不確定因子，太阳系是混沌的。这种混沌的一个显著的例子就是海王星-冥王星系统，它们处于3:2的轨道共振。尽管轨道共振是稳定的，预测冥王星未来1到2千万年（李亚普诺夫时间）的位置却无法取得任何的精确度。另一个例子是地球的转轴倾角，受地幔与月球潮汐作用而来的摩擦力影响（见下），在今后的15到45亿年间将表现为混沌状态。
行星的轨道在經過較长的时间度後將处于混沌状态，例如整个太阳系的李亚普诺夫时间范围为2百万-2.3亿年。
在所有的情形下，这意味着一个行星在它轨道上的位置终将变得无法以任何确定性预测（因此，比如說，冬夏的时间变得不确定），但有些情形下轨道本身可能会剧烈变动。这样的混沌在轨道的偏心率改变中表现得最明显，有些行星的轨道变得显著地更加或更加不椭圆。
最终，太阳系会在接下的几十亿年后稳定下来，行星不会再互相碰撞，也不会被抛出太阳系。这之后，大概50亿年左右，火星的偏心率会达到0.2，以至于它会处在一个跟地球交会的轨道上，会导致潜在的碰撞。在同样的时间區段裡，水星的偏心率会更加加大，与金星的近距遭遇在理论上可能会把它完全抛出太阳系或把它送上与金星或地球相撞的道路。

### 卫-环系统
卫星演化是由潮汐力所驱动的。由于沿着主体行星直径的重力差异，绕行的卫星会在其上面引起潮汐突起。如果卫星是沿着行星的自转相同方向绕行的，且行星自转快于卫星的绕行周期，突起将经常性地被牵拉而领先于卫星。在这种情况下，角动量被从主体行星的自转传送到卫星的公转，卫星获得能量，逐渐螺旋状外移，主体行星随着时间推移自转会更慢。
地球和月亮就是这种情况的一个例子。今天，月球潮汐锁定于地球；它的绕地球公转等于它绕自己轴线的自转，意味着它始终以同一面面向地球。月球将持续远离地球，地球的转动将持续缓慢下来。大约500亿年，如果这两个世界都能在太阳的扩张中存活下来，它们将彼此潮汐锁定；每一方将只能在一个半球内看到对方。另一个例子是木星的伽利略衛星（和木星的很多小卫星）和土星的许多较大卫星。

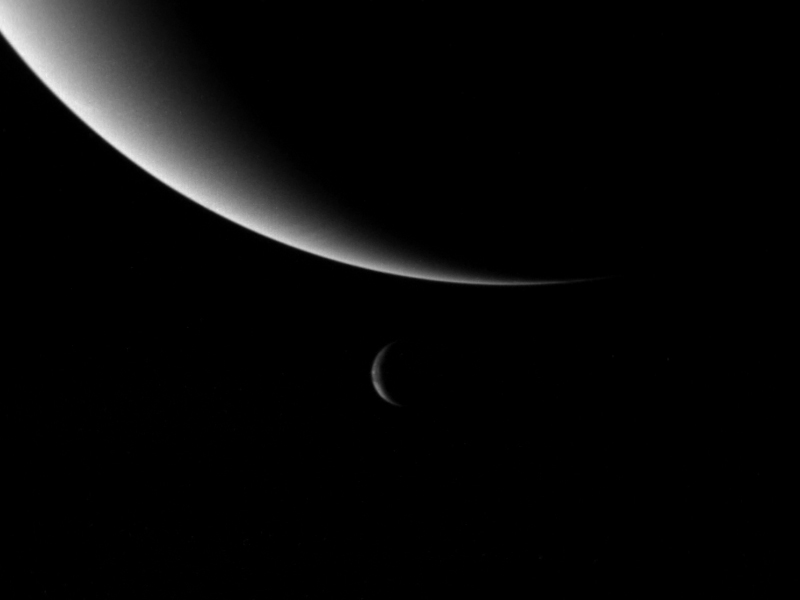
海王星和它的卫星海卫一，“旅行者2号”拍摄。海卫一的轨道最终将把它带入海王星的洛希极限，把它撕碎且可能形成一个新的环系统。

如果卫星公转比主体行星自转快或者它的公转方向异于其主体行星的自转方向，不同的情况会发生。在这兩種情况下，潮汐突起落后于轨道上的卫星。在前一种情况下，角动量的传送逆转，主体行星的自转加快，卫星的轨道缩小。后一种情况，自转和公转的角动量的符号相反，所以传送导致削减彼此的强度。在這两种情况下，潮汐减速导致卫星螺旋切近主体行星直至其被潮汐压力撕裂並可能生成行星环系统，或者坠毁到行星的表面或者其大氣層中。这样的命运在等着火星的卫星火卫一（在3000到5000万年間），海王星的海卫一（在36亿年間）、海衛三、海衛四，木星的木衛十五和木卫十六和天王星至少16个小卫星。天王星的天卫十甚至可能会与它相邻的卫星相撞。海王星的海卫四也可能會進入鄰近的海衛五的軌道。
第三种可能是主体行星和卫星彼此潮汐锁定。这种情况下，潮汐突起将停留在卫星之下，没有角动量的传递，轨道周期不会变。冥王星和卡戎就是这种情形的一个例子。
在2004年卡西尼-惠更斯号太空飞行器到临之前，土星环曾被认为比太阳系年轻很多，並且不会再存在3亿年。与土卫的重力作用预计将逐渐把环的外周扫向行星，流星的摩擦和土星的重力会清除其余的成分，留下没有环饰的土星本體。但是，“卡西尼”之旅的数据使科学家们修正了这个早期的观点。观察显示10公里宽的冰块状物质持续破碎和重新生成，保持环的更新。土星的环要比其它巨大气体行星的环大得多。这样庞大的质量据信从45亿年前土星的形成之初就保持了它的环，并将在今后的几十亿年内继续保持。

### 太阳和行星环境

比较当前作为主序星的太阳和将来成为红巨星的太阳。

长远來說，太阳系最大的改变将来自于太阳自身因衰老而带来的改变。随着太阳烧掉它的氢供给，它会变得更热且更快地烧掉余下的燃料。其結果就是，太阳每11亿年就会更亮10%。在10亿年的时间，随着太阳的辐射输出增强，它的适居带就会外移，地球的表面会热到液态的水无法在地球表面继续存在，造成大部分复杂生命灭亡。20亿年后，太阳亮度将继而增加20%，地面上所有的生命都将绝迹。从海平面而来的水蒸气，一种强温室气体，可以加速温度升高，潜在地更早地结束地球上的所有生命。这时候可能火星的表面温度逐渐升高，冻结在表面土壤下的水和二氧化碳会被释放到大气里，产生温室效应暖化这颗行星直到它达到今天地球一样的条件，提供一个未来的生命的居住场所。35億年後，地球的表面環境就会变得跟今天的金星类似。
约54亿年之后，太阳核心的所有的氢都会聚变成氦。核心将不再支撑得住重力塌陷，将会开始收缩，加热核周围的一个外壳直到里面的氦开始聚变。这将使其外层急剧扩张，这颗恒星将进入它生命中的红巨星阶段。在76亿年内，太阳会膨胀到半径为1.2AU——256倍于它现在的大小。在其紅巨星分支的顶峰，因为巨量增大的表面积，太阳的表面会比现在冷却很多（大约2600K）， 它的光度会增高很多，会达到现在太阳光度的2700倍。在太陽成為红巨星的阶段，它会产生很强的星风，這将带走它自身33%的质量。
當太陽膨胀后，水星和金星将无法逃避被吞噬掉的厄运。地球的命運還不是很清楚。尽管太阳会吞噬地球现在所处的轨道，但这颗恒星的质量损失（既而更弱的重力）会导致行星的轨道向外移动。如果僅僅如此，地球可能会逃离火海，但2008年的研究认为地球还是会因为与太阳附着不紧密的外层潮汐作用而被吞噬掉。在這個時候，柯伊伯带的冥王星和凱倫，有可能達到可維持生命的表面溫度。
漸漸地，太阳核心周围壳里燃烧的氦将增大核的质量直到达到现今太阳质量的45%。此时太阳的密度和温度如此之高以至于氦开始聚变成碳，导致氦闪；太阳的半径将从約250倍缩至11倍于现在（主序星）的半径。因此，它的光度会从3000倍跌至54倍于今天的水平，而其的表面温度则会升至约4770K。太阳将成为一颗水平分支星，平稳地燃烧它内核的氦，大概就像它今天烧氢一样。氦聚变阶段将只持续1亿年。最终，它还是得求诸它外层的氢和氦贮备，并且第二次膨胀，变成漸近巨星分支星。太阳的光度会再次升高，达到今天光度的2090倍，并且它会冷却到大约3500K。这一阶段将持续3千万年，之后，再接下来的10万年中，太阳将彻底丧失残留的外层，抛射出巨大的物质洪流形成一个光晕（误导性地）叫行星状星云。抛射出来的物质将包含太阳的核反应生成的氦和碳，继续为未来世代的恒星而富华星际物质以重元素。

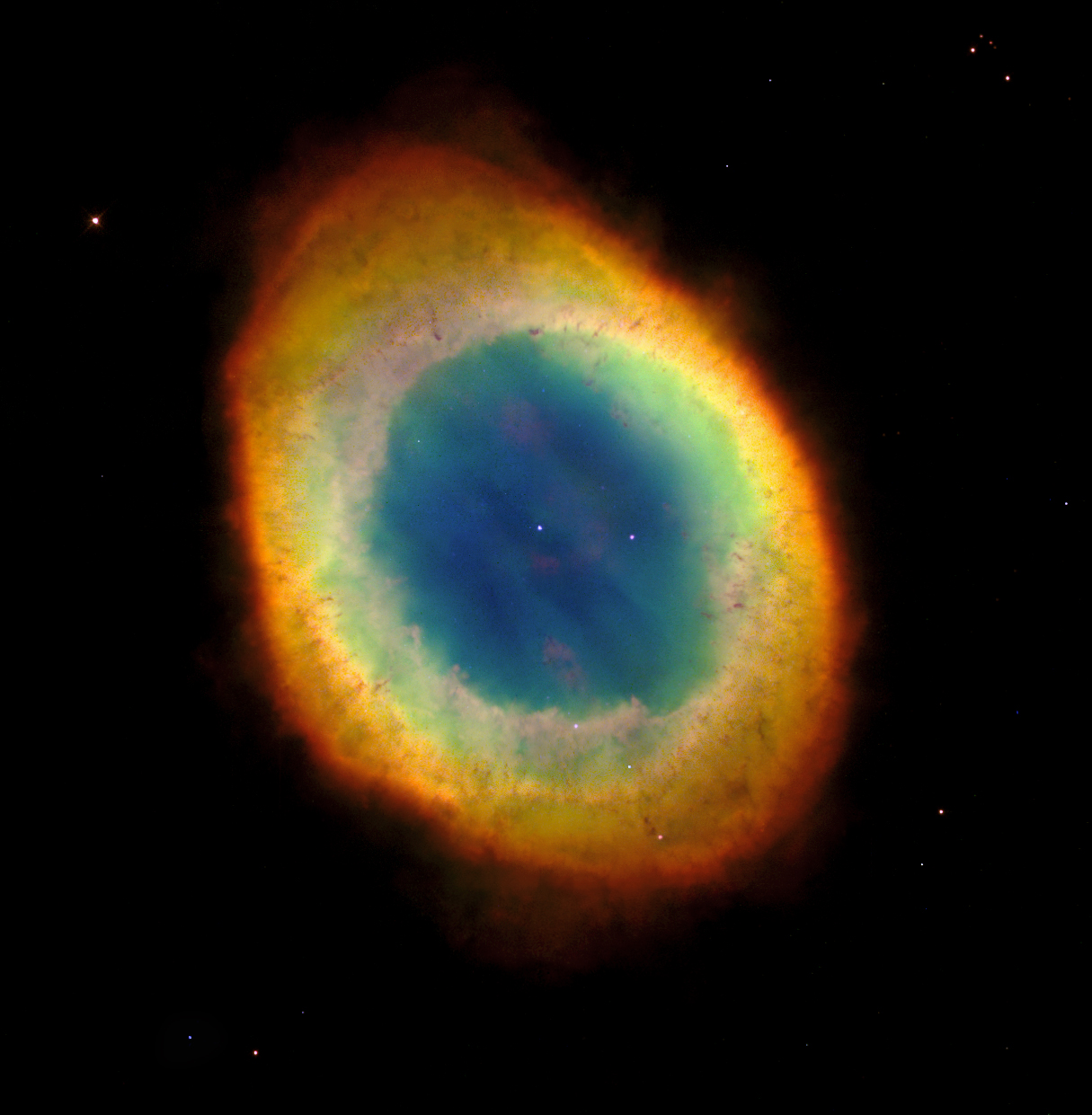
环状星云，一个近似太阳将成为的行星状星云

这是个相对平和的結局，跟超新星绝无相似，我们的太阳太小以至于不能进行这样的演化。若有可能任何现场目睹此事的观察者都会看到太阳风的风速巨幅增加，但不足以完全摧毁一颗行星。但是，这颗行星的物质丢失可将幸存下来的行星轨道送入混乱：有一部份会相撞，有一部分会从太阳系抛出去，剩下的则会被潮汐作用撕裂。之后，太阳所剩的就是一颗白矮星，一个非常致密的天体，有它最初质量的54%，但只有地球大小。最初，这颗白矮星的光度大约有现在太阳光度的100倍。它将完全由簡併態的碳和氧组成, 但将永远也不会达到可以聚变这些元素的温度。因此白矮星太阳将逐渐冷却，越来越黯淡。
随着太阳的死亡，它作用于如行星、彗星和小行星这些天体的引力会随着它的质量丢失而减弱。如果地球和火星在這時候還生存，它的軌道會大約位于1.85和2.8AU。它們和其它剩餘的行星將成為昏暗、寒冷的外壳，完全没有任何形式的生命。它們將繼續圍繞太阳公转，其速度因为距离太阳的距离增大和太阳引力的降低而减慢。二十億年后，当太阳冷却到6000到8000K的范围，太阳核心的碳和氧将冷却，它所剩的90%的质量将形成结晶结构。最終，再过数十亿年，太阳将完全停止闪耀，成為黑矮星。

## 星系相互作用
太阳系沿着一个距离银河系银心大约3万光年的圆形轨道独自运行。它的速度大约是每秒钟220公里。太阳系绕银心完成一周公转，即一银河年大约在2.2~2.5亿年的范围。自从太阳系的形成以來，它已经至少这样转了20周。
有些科学家推测太阳系在银河系中的路径是在地球上化石记录中观测到的周期性生物集群灭绝的一个因素。一个假说建议当太阳绕银心公转带来的竖向震荡使它规律性地经过银道面。当太阳轨道把它带出银道面，银河潮汐的影响就弱一些，当它每隔2千万到2千5百万年进入银河盘，它就会受到远为强烈的“盘潮汐”的影响，根据数学模型，奥尔特彗星的流量会增大4倍，导致毁灭性的撞击的可能性大大增加。
但是，有其它的论说认为太阳目前靠近银道面，然而最后一次大灭绝发生在1千5百万年前。因此太阳的竖向位置不能独自说明这样的周期性灭绝，而这样的灭绝是发生在太阳经过银河系的螺旋臂的时候。螺旋臂不但是为数众多的，其重力可干扰奥尔特云的分子云的所在，也是明亮的蓝巨星的高度密集区所在，蓝巨星存在时间短暂，剧烈爆发成超新星。

### 星系碰撞和行星干扰
尽管宇宙中绝大多数星系在远离银河系，我们本星系群中最大的星系仙女座星系却在以每秒120公里的速度撞向银河系。在20亿年后，仙女座星系和银河系将相撞，潮汐力扭曲它们的外周臂成巨大的潮汐尾而导致二者都产生变形。当这样的初始阶段的干扰发生的时候，天文学家计算出太阳系有12%的机会被从银河系拉向外围，有3%的机会它会被仙女座星系重力俘获成为它的一部分。经过进一步的一系列的侧击，太阳系被抛出的机会达到30%，两个星系的超大質量黑洞将合并。最终，大约在70亿年的时间，银河系和仙女座星系将完成合并形成一个巨大的椭圆星系。在合并中，如果有足够的气体，增加了的重力将把气体吸引到形成中的椭圆星系的中心。这将导致一个短期的密集的恒星生成时期叫星暴。此外，向内坠落的气体将填塞新形成的黑洞，把它变成一个活动星系核。这些相互作用将有可能把太阳系推向新星系的外周光晕中，使它免受这些碰撞的辐射。 
通常的误解认为这样的碰撞会干扰太阳系的行星轨道。虽然经过的恒星有可能会把行星剥离太阳系送入星系空间，但恒星间的距离如此之巨以至于银河系和仙女座星系的相撞对单个的恒星系统的干扰是可以忽略不计的。虽然太阳系作为一个整体可能会被这些事件影响，太阳和行星本身预计不会受到干扰。
但是，随着时间的流逝，遭遇另一颗恒星的累计概率增加，对行星的干扰无可避免。假设宇宙末日的大挤压或大撕裂不会发生，有计算认为途經的恒星在会1千万亿年内完全剥去死亡的太阳的所有行星。这标志着太阳系的终结。虽然太阳和行星可能会存在下去，但太阳系，无论是在任何意义上都将不复存在。

## 年代
太阳系的形成的时间框架是用放射性同位素测定方法测定的。科学家估计太阳系大约46亿岁。地球上最老的已知的矿物颗粒大约44亿岁。因为地球表面经常性地被侵蚀作用、火山活动和板块运动改造，这样老的岩石比较稀少。科学家用在太阳星云早期凝缩中形成的陨石来估计太阳系的年龄。几乎所有的陨石 （见 魔谷陨石）都被发现有46亿岁，显示太阳系大约至少也是这样老。
对其它恒星的星盘研究对太阳系形成的时间表的建立也有颇多贡献。1百万到3百万岁的恒星多富含气体，而超过1千万年的恒星星盘含很少到幾乎没有气体，显示它内部的巨大气体行星已经停止生成。

### 太阳系演化时序表
注: 此年表中所有时间和年代都应只被视作数量级指标。
| 阶段         | 距离太阳形成的时间   | 事件 |
| ------------ | -------------------- | --- |
| 前太阳系     | 太阳系形成前数十亿年 | 前代的恒星生存和死亡，把重元素抛出成为星际物质，太阳系从中形成。 |
| 前太阳系     | 太阳系形成前~5×107年 | 如果采用假说，太阳系在一个猎户座大星云一样的恒星形成区形成：質量很大的恒星会形成、過其一生、死亡、并且会爆发成超新星，有一顆超新星触发了太阳系的形成。                               |
| 太阳系的形成 | 0–1×105 年           | 前太阳星云形成并且开始坍缩。太阳开始形成。 |
| 太阳系的形成 | 1×105–5×107 年       | 太阳是一颗金牛T星類型的原恒星。 |
| 太阳系的形成 | 1×105–7 年           | 外围行星形成。107 年，原恒星盘中的气体被吹走，外围行星形成可能完成。 |
| 太阳系的形成 | 1×107–8 年           | 类地行星和卫星形成。大碰撞开始，地球上被送来水。 |
| 主序星       | 5×107 年             | 太阳成为一颗主序星。 |
| 主序星       | 2×108 年             | 地球上最古老的岩石形成。 |
| 主序星       | 5–6×108 年           | 木星和土星的轨道共振把海王星移到了柯伊伯带。后期重轰炸期在内太阳系开始。 |
| 主序星       | 8×108 年             | 地球上出现已知最早的生命。 |
| 主序星       | 4.6×109 年           | 今天，太阳仍是一颗主序星，每109年变暖变热約10% 。 |
| 主序星       | 6×109 年             | 太阳适居带挪出地球的轨道，可能移向火星轨道。 |
| 主序星       | 7×109 年             | 银河系和仙女座星系开始仙女-银河碰撞。在两个星系完全合并前太阳系有微小的可能被仙女座俘获。                                                                                            |
| 后主序星     | 10–12×109 年         | 太阳耗尽其核里的氢，结束主序阶段生命。太阳开始在赫罗图上升至红巨星支，急剧变得更亮（至2700倍）、更大（半径至250倍）、更冷（降至2600K）：太阳成为红巨星。水星、金星和地球可能被吞没。 |
| 后主序星     | ~12×109 年           | 太阳经过氦燃烧的水平分支和渐近巨星分支阶段，在后主序期丢失质量的30%。渐近巨星分支期以喷射行星状星云结束，留下太阳的核心成为一颗白矮星。                                              |
| 太阳残骸     | >12×109 年           | 白矮星太阳不再产生能量，开始持续冷却和暗淡下来，最终走向黑矮星阶段。 |
| 太阳残骸     | 1015 年              | 太阳冷却到5K。经过的恒星重力把行星从轨道上剥离，太阳系不復存在。 |

## 參见
- 恒星演化
- 宇宙年表
- 宇宙学
- 地球的年龄
- 地球历史
- 潮汐锁定
- 大气标高
- 遥远未来的时间线